# Джермазіно
Джермазіно (італ. Germasino) — колишній муніципалітет в Італії, у регіоні Ломбардія,  провінція Комо. У 2011 році об'єднали разом з муніципалітетами Граведона і Консільйо-ді-Румо в єдиний муніципалітет Граведона-ед-Уніті.
Джермазіно було розташоване на відстані близько 540 км на північний захід від Рима, 75 км на північ від Мілана, 38 км на північ від Комо.
Населення — 245 осіб (2010).
Щорічний фестиваль відбувається 23 листопада. Покровитель — Donato.

## Демографія
Населення за роками:
Станом на 31 грудня 2010 року в муніципалітеті офіційно проживали 3 іноземці з 3 країн, серед них 2 громадяни країн Євросоюзу.

## Сусідні муніципалітети
- Консільйо-ді-Румо
- Донго
- Гарцено
- Ровередо
- Сан-Наццаро-Валь-Каварнья
- Сант'Антоніо
- Сан-Вітторе
- Стаццона